# Mateja Stjepanović
Mateja Stjepanović (in serbo Матеја Стјепановић?; Belgrado, 20 febbraio 2004) è un calciatore serbo, centrocampista del Moreirense.

## Carriera

### Club
Cresciuto nel settore giovanile del Partizan, ha firmato il suo primo contratto professionistico ha fatto il suo esordio nel gennaio del 2020; in prima squadra il 27 maggio 2023 nell'ultima giornata di prima divisione serba vinta 2-1 contro il Voždovac.
Rimasto svincolato al termine della stagione 2024-2025, l'8 luglio 2025 ha firmato un contratto con la Moreirense, club della prima divisione portoghese.

### Nazionale
Ha giocato con le nazionali giovanili serbe Under-16, Under-17, Under-18, Under-19 ed Under-21.

## Statistiche

### Presenze e reti nei club
Statistiche aggiornate al 15 agosto 2025.
| Stagione        | Squadra         | Campionato      | Campionato | Campionato | Coppe nazionali | Coppe nazionali | Coppe nazionali | Coppe continentali | Coppe continentali | Coppe continentali | Altre coppe | Altre coppe | Altre coppe | Totale | Totale | Totale |
| Stagione        | Squadra         | Comp            | Pres       | Reti       | Comp            | Pres            | Reti            | Comp               | Pres               | Reti               | Comp        | Pres        | Reti        | Pres   | Reti   |        |
| --------------- | --------------- | --------------- | ---------- | ---------- | --------------- | --------------- | --------------- | ------------------ | ------------------ | ------------------ | ----------- | ----------- | ----------- | ------ | ------ | ------ |
| 2022-2023       | Partizan        | SL              | 1          | 0          | CS              | 0               | 0               | UECL               | 0                  | 0                  | -           | -           | -           | 1      | 0      |        |
| 2023-2024       | Partizan        | SL              | 8          | 0          | CS              | 0               | 0               | UECL               | 0                  | 0                  | -           | -           | -           | 8      | 0      |        |
| 2024-2025       | Partizan        | SL              | 15         | 0          | CS              | 2               | 0               | UCL+UECL           | 0                  | 0                  | -           | -           | -           | 17     | 0      |        |
| Totale Partizan | Totale Partizan | Totale Partizan | 24         | 0          |                 | 2               | 0               |                    | 0                  | 0                  |             | -           | -           | 26     | 0      |        |
| 2025-2026       | Moreirense      | PL              | 1          | 0          | CP+CdL          | 0               | 0               | -                  | -                  | -                  | -           | -           | -           | 1      | 0      |        |
| Totale carriera | Totale carriera | Totale carriera | 25         | 0          |                 | 2               | 0               |                    | 0                  | 0                  |             | -           | -           | 27     | 0      |        |